# Ensayara iara
Ensayara iara is een vlokreeftensoort uit de familie van de Endevouridae. De wetenschappelijke naam van de soort is voor het eerst geldig gepubliceerd in 1983 door Lowry & Stoddart.